# Ле-О-де-Ко
Ле-О-де-Ко (фр. Les Hauts-de-Caux) — муніципалітет у Франції, у регіоні Нормандія, департамент Приморська Сена. Ле-О-де-Ко утворено 1 січня 2019 року шляхом злиття муніципалітетів Отрето i Вовіль-ле-Баон. Адміністративним центром муніципалітету є Отрето. Населення — 1344 особи (01.01.2021).